# Johannes Christiansen (jurist)
 Der er flere personer med dette navn, se Johannes Christiansen.
Johannes Christiansen (født 31. marts 1809 i Slesvig, død 19. marts 1854 i Holsten) var en tysk retslærd.
Christiansen studerede retsvidenskab i Bonn, Berlin og Kiel. Han tog den juridiske doktorgrad i Kiel 1832 og blev 1843 ekstrordinær og 1844 ordentlig professor i retsvidenskab ved Kiels Universitet. I hans værker Die Wissenschaft der römischen Rechtsgeschichte (1838) og Institutionen des römischen Rechts (1843) er der især lagt vægt paa at vise rettens organiske udvikling og sammenhæng. Skønt Christiansen var en åndrig og skarpsindig forfatter – Georg Beseler kalder ham endog eine wissenschaftliche Kraft ersten Ranges – har han kun haft ringe indflydelse, væsentlig på grund af hans vanskelige udtryksform og noget excentriske stil.